# Американо-доминикские отношения
Американо-доминикские отношения — двусторонние дипломатические отношения между Соединёнными Штатами Америки (США) и Доминикой.

## История
Между странами сложились позитивные двусторонние отношения. В 1979 году были установлены официальные дипломатические отношения между США и Доминикой, после обретения независимости от Великобритании. Соединённые Штаты поддерживают усилия правительства Доминики по развитию экономики и обеспечению более высокого уровня жизни для граждан. Помощь США в основном направляется через интернациональные организации, такие как Всемирный банк и Карибский банк развития, а также через офис Агентства США по международному развитию в Бриджтауне, Барбадос. Корпус мира также оказывает техническую помощь Доминике и имеет на острове волонтеров, работающих в основном в сфере образования, развития молодежи и здравоохранения.
США и Доминика сотрудничают в борьбе с незаконным оборот наркотиков. Доминика сотрудничает с агентствами США и участвует в программах по борьбе с наркотическими средствами в целях пресечения незаконного оборота наркотиков и выращивания марихуаны. В 1995 году правительство Доминики подписало с США соглашение о сотрудничестве правоохранительных органах на море для усиления координации борьбы с наркотиками, а в 1996 году были подписаны договоры о взаимной правовой помощи и экстрадиции для активизации совместных усилий в борьбе с международной преступностью. В 2005 году Доминику посетило около 252 000 американцев, что несколько меньше, чем за аналогичный период прошлого года. По оценкам, в стране проживает 4500 американцев.